# コード・ブルー -ドクターヘリ緊急救命- オリジナル・サウンドトラック
『コード・ブルー -ドクターヘリ緊急救命- オリジナル・サウンドトラック』（コード・ブルー ドクターヘリきんきゅうきゅうめい オリジナル・サウンドトラック）は、佐藤直紀によるフジテレビ系木曜劇場『コード・ブルー -ドクターヘリ緊急救命-』のサウンドトラック。2008年9月3日にトイズファクトリーより発売された。

## リリース・音楽性
通常盤のみの1形態で発売。佐藤直紀が音楽を担当するフジテレビ系木曜劇場『コード・ブルー -ドクターヘリ緊急救命-』のサウンドトラックで、主題歌であるMr.Childrenの「HANABI」のアレンジ・バージョンを含むドラマの劇伴を全17曲収録している。

## 収録曲
- 全作曲・編曲：佐藤直紀（#17除く） / プロデュース：荒木浩三

1. Code Blue [3:54]
サウンドトラック『コード・ブルー -ドクターヘリ緊急救命- 2nd season オリジナル・サウンドトラック』『コード・ブルー -ドクターヘリ緊急救命- THE THIRD SEASON オリジナル・サウンドトラック』『劇場版 コード・ブルー -ドクターヘリ緊急救命- オリジナル・サウンドトラック』にも収録された。
2. Groove Shadow [2:37]
3. Confusion Beats [2:57]
4. Cutting Volition [2:24]
5. Noiseless Period [4:44]
6. Exguisite Line [2:34]
7. Profound Undulation [2:14]
8. Turn Over [3:49]
9. Liquid Loops [3:04]
10. Player [2:02]
11. Misty D.P.S. [1:50]
12. Hold On [3:50]
13. Modulation [2:13]
14. Transparency [4:34]
15. Future Colors [3:55]
16. Blue Ambition [3:08]
17. HANABI 〜Guitar Ver.〜 [4:03]
  - 作曲：桜井和寿 / 編曲：佐藤直紀

Mr.Childrenの33rdシングルのインストゥルメンタル・アレンジ・バージョン。

## 参加ミュージシャン
- 蓜島公二：Conductor
- 美野春樹：Piano
- 篠崎正嗣Strings：Strings
- 高桑英世：Tin Whistle
- 藤田乙比古：Horn
- 勝俣泰：Horn
- 五十畑勉：Horn
- 高橋臣宜：Horn
- 西村浩二：Trumpet
- 菅坡雅彦：Trumpet
- 横山均：Trumpet
- 広原正典：Trombone
- 佐藤洋樹：Trombone
- 篠崎卓美：Trombone
- 古川昌義：Guitar